# Internationell privaträtt
Internationell privaträtt omfattar i vid mening samtliga rättsregler som styr internationella förbindelser mellan enskilda.
Den internationella privaträtten bygger på lagstiftning och rättspraxis i varje enskilt land. Den internationella privaträtten består nämligen i grunden av rent inhemska rättsregler som kompletterats av EU-lagstiftning och konventioner. 
Internationell privaträtt har inte samma betydelse i samtliga medlemsstater. I tysk och portugisisk rätt, till exempel, omfattar den endast lagvalsregler. I andra rättssystem, liksom det svenska, omfattar den även regler om internationell domsrätt och erkännande och verkställighet av utländska domar i vissa fall. Genom EU-lagstiftningen och konventionerna blir rättsreglerna inom EU successivt alltmer lika.

## Problem
Det är framförallt tre problem man söker lösning på. 
1. Vilket lands domstolar ska lösa tvisten? Detta brukar benämnas domsrätt (jurisdiktion). "Rätt forum" betyder den domstol där talan ska eller kan väckas. Den domstolen betecknas ofta som behörig domstol.
2. Vilket lands lag ska tillämpas? Detta brukar benämnas lagval. Lex causae betecknar den lag som enligt lagvalsreglerna tillämpas i det enskilda fallet. Lex fori (domstolens lag) betecknar lagen i domstolslandet. En allmän regel är att om domstolen inte känner innehållet i lex causae så utgår den från att innehållet är detsamma som i lex fori. Part i rättegången eller hans ombud har alltid rätt att hävda att lex causa har viss lydelse och det blir då domstolens sak att pröva även detta i den pågående rättegången. Lex loci delicti (lagen på den ort där en skadevållande handling har inträffat) tillämpas oftast i skadeståndsmål. Rättegångsförfarandet bestäms nästan alltid av lex fori, oberoende av vilket lands lag som ska tillämpas på själva saken (lex causae).
3. Hur kan dom som meddelas i ett land exekveras i ett annat land? Domen kan i princip bara verkställas i det land där domen eller avgörandet meddelades. Om verkställighet ska kunna verkställas i annat land krävs i allmänhet exekvatur i det andra landet för att verkställighet ska kunna ske där. Med exekvatur avses ett särskilt beslut att domen får verkställas. Att en dom verkställs innebär att den genomdrivs, om nödvändigt med tvångsmedel, till exempel med hjälp av kronofogdemyndigheten eller polisen.

Vissa enhetliga regler har dock fastställts i internationella konventioner och i EG:s rättsakter. Genom dessa regler försöker man undvika att domstolar i två eller flera länder anser sig behöriga, enligt sina egna internationellt privaträttsliga regler och meddelar olika domar i samma tvist. 2008 års Romkonvention om tillämplig lag för avtalsförpliktelser, som upprättades av dåvarande Europeiska ekonomiska gemenskapen, innehåller enhetliga lagvalsregler för avtalsförhållanden.

## Internationell privaträtt

### Svensk rätt
Den svenska internationella privaträtten har genomgått och genomgår en stor omvandling genom EG-rätten.
De hittillsvarande svenska reglerna om tillämplig lag för avtalsförpliktelser, i huvudsak bestående av 1980 års Romkonvention, vilken sedermera har ersatts av Förordning nr 593/2008 av den 17 juni 2008 om tillämplig lag för avtalsförpliktelser, den s.k. Rom I-förordningen. Av Rom I-förordningen, vilken är direkt tillämplig lag i Sverige, går att utläsa vilket lands lag som skall vara tillämplig vid avtalsförpliktelser med internationella inslag i de fall då parterna inte har avtalat annat.
Brysselkonventionen om domstols behörighet och om verkställighet av domar på privaträttens område gäller som lag i Sverige enligt Lag (1998:358) om Brysselkonventionen.
Den 1 mars 2002 kompletterades den av den så kallade Bryssel I-förordningen i vilken domstolars behörighet, samt erkännande och verkställande av domar, när det gäller privaträtt regleras.
Den grundläggande principen är att talan ska väckas vid domstol i det medlemsland där svaranden bor.
Undantag gäller för 
- avtal (som i allmänhet väcks vid domstolen på uppfyllelseorten för den förpliktelse som talan avser),
- underhållsskyldighet, som i allmänhet kan väckas vid domstolen på den ort där den underhållsberättigade är bosatt,
- skadestånd utanför avtalsförhållanden, som väcks vid domstolen i den ort där skadan inträffade samt
- konsumenttvister, dock inte om de har anknytning till yrkesverksamhet.

Bryssel I-förordningens bestämmelser om domstols behörighet vid konsumenttvister har ansetts tillämpliga på en tvist med anledning av ett avtal om utbildning.
Den så kallade Rom II-förordningen har redan utfärdats och tillämpas fullt ut från och med den 11 januari 2009. Den modifierar väsentligt den i Sverige hittills rådande oskrivna lex loci delicitiregeln, inte minst genom att införa speciella kollisionsregler för bland annat produktansvar, otillbörlig konkurrens, konkurrensbegränsningar, miljöskador, immaterialrättsintrång och kollektiva stridsåtgärder på arbetsmarknaden.
Förordningen inför också helt nya kollisionsregler avseende obehörig vinst, tjänster utan uppdrag (negotiorum gestio) och oaktsamhet vid ingående av avtal (culpa in contrahendo). På sakrättens område aktualiseras numera bland annat frågan om den negativa svenska inställningen till, i enlighet med utländsk rätt skapade säkerhetsrätter (till exempel ägarförbehåll) inte utgör ett med EG-rätten oförenligt indirekt handelshinder. 
EG-rätten påverkar också erkännande i Sverige av utländska bolag.
Den så kallade Bryssel II-förordningen gäller frågor om skilsmässa och barn i internationella situationer inom  EU. Av förordningen framgår vilken medlemsstats myndigheter, som får besluta i frågorna. Den reglerar också hur ett beslut i en medlemsstat kan erkännas och verkställas i en annan medlemsstat. En ny Bryssel II-förordning började tillämpas den 1 mars 2005. Den nya förordningen gäller alla avgöranden om föräldraansvar. Den gäller för hela EU utom för Danmark. Frågor om föräldraansvar handlar om vårdnad, boende, umgänge eller en tillfällig placering av barnet utanför det egna hemmet samt om bortförande av barn.
Den nya Bryssel II-förordningen ska kompletteras enligt en lagd proposition Kompletterande bestämmelser till den nya Bryssel II-förordningen.
Haagkonventionen 1996 handlar om barns rättigheter och kommer sannolikt att inkorporeras med svensk rätt.

## Verkställighet av utländska domar
Huvudregeln är att utländska domar inte erkänns och verkställs i Sverige. Det finns emellertid ett antal EU-förordningar samt internationella konventioner, vilka Sverige har tillträtt, som medför att avgöranden som meddelats i en annan stat kan verkställas i Sverige på samma sätt som en svensk dom. Inte bara domstolsavgöranden kan verkställas, utan även i många fall skiljedomar, officiella handlingar och förlikningar inför domstol. 
Exempel på sådana internationella rättsakter är
- Konventionen den 27 september 1968 om domstols behörighet och verkställighet av domar på privaträttens områden, kallad Brysselkonventionen.[7]
- Brysselkonventionen håller på att fasas ut eftersom på domar där det rättsliga förfarandet har inletts i ursprungslandet efter den 1 mars 2003 ska Bryssel I-förordningen tillämpas istället.

- Rådets förordning (EG) nr 44/ 2001 av den 22 december 2000 om domstols behörighet och om erkännande och verkställighet av domar på privaträttens område, kallad Bryssel I-förordningen.[8]

- Lag med kompletterande bestämmelser till Bryssel II-förordningen[9]

- Konvention om domstols behörighet och om verkställighet av domar på privaträttens område upprättad i Lugano den 16 september 1988, kallad Luganokonventionen, vilken sedan 1992 gäller som lag i Sverige.[10]. Luganokonventionen är tillämplig på domar som har meddelats i någon av EFTA:s medlemsstater.

## Verkställighet av nordiska domar
- Lag (1977:595) om erkännande och verkställighet av nordiska domar på privaträttens område.[11]
- Lag om ändring i lagen (1970:375) om utlämning till Danmark, Finland, Island eller Norge för verkställighet av beslut om vård eller behandling.SFS 2008:448 (lagen.nu)

### Fransk rätt
Fransk internationell privaträtt har inte kodifierats. Bestämmelserna återfinns därför i en mängd olika lagar och förordningar såsom i civilkoden (Code civil), i handelslagstiftning och i konsumentlagstiftning. Framförallt har den fastställts i praxis genom domstolsavgöranden.

## Fotnoter
1. ↑  Lag (1998:358) om Brysselkonventionen
2. ↑  https://lagen.nu/dom/rh/2007:67 Svea hovrätts dom 18 augusti 2006 i Mål Ö 9017-05.
3. ↑  ”1980 års Romkonvention om tillämplig lag på avtalsförpliktelser (konsoliderad version)” (HTML). Europeiska gemenskapernas officiella tidning nr C 027 , 26/01/1998 s. 0034 - 0046. EurLex. http://eur-lex.europa.eu/LexUriServ/LexUriServ.do?uri=CELEX:41998A0126(02):SV:HTML. Läst 6 september 2008.
4. ↑  Europaparlamentet (28 juli 2008). ”Parlamentsfrågor - Rättsligt meddelande” (HTML). Europaparlamentet. http://www.europarl.europa.eu/sides/getAllAnswers.do?reference=P-2008-2932&language=SV. Läst 6 september 2008.
5. ↑  Regeringen (Fredrik Reinfeldt, Beatrice Ask) (2007). ”Proposition 2007/08:98 Kompletterande bestämmelser till den nya Bryssel II-förordningen” (HTML). Sveriges Riksdag. http://www.riksdagen.se/Webbnav/index.aspx?nid=37&rm=2007/08&bet=98&typ=prop. Läst 6 september 2008.
6. ↑  Domstolsverket (12 april 2006). ”Yttrande över betänkandet Föräldraansvar och åtgärder till skydd för barn i internationella situationer - 1996 års Haagkonvention m.m. (SOU 2005:111)”. Arkiverad från originalet den 12 februari 2007. https://web.archive.org/web/20070212223527/http://www.dom.se/templates/DV_Publication____2857.aspx. Läst 6 september 2008.
7. ↑  Konventionen den 27 september 1968 om domstols behörighet och verkställighet av domar på privaträttens områden, kallad Brysselkonventionen (1998:358)
8. ↑  http://www.iei.liu.se/content/1/c6/06/90/99/Brysself%C3%B6rordningen.pdf
9. ↑  Lag med kompletterande bestämmelser till Bryssel II-förordningen (2008:450)
10. ↑  Konvention om domstols behörighet och om verkställighet av domar på privaträttens område upprättad i Lugano den 16 september 1988 (1992:794)
11. ↑  Lag om erkännande och verkställighet av nordiska domar på privaträttens område (1977:595)
12. ↑  http://ec.europa.eu/civiljustice/applicable_law/applicable_law_fra_sv.htm#I.